# Egil Ly
Egil Normann Ly (ur. 31 października 1938 w Oslo) – norweski żeglarz, olimpijczyk.
W regatach rozegranych podczas Letnich Igrzysk Olimpijskich 1964 wystąpił w klasie Dragon zajmując 15. pozycję. Załogę jachtu Monica tworzyli również Morits Skaugen i Knut Bengtson.